# 一番星哲也
一番星 哲也（いちばんぼし てつや、1968年7月27日 - ）は、京都府京都市上京区出身のシンガーソングライター、ベーシスト、音楽プロデューサー、結婚式司会。本名は西野哲也。身長184cm、体重75kg、血液型B型。トータスクリエイション所属。京都市立翔鸞小学校、京都市立衣笠中学校、京都府立山城高等学校、東京写真専門学校（現：専門学校東京ビジュアルアーツ）卒業。

## 来歴
1990年12月16日、地元京都にてコミックロックバンド「NOISE FACTORY」結成。ベース、コーラス、リーダー、ネタ、広報を担当。
1994年12月、「ノイズファクトリー」としてKi/oon Sony Recordsよりメジャー・デビュー。
1997年、学生援護会「an」のCM企画で、篠原ともえのバックバンドをNOISE FACTORYの楽器隊が務め、「しのランドPUNK」結成。12月、レコード会社の契約終了により、しのランドPUNK、NOISE FACTORY共に解散。
1998年、自身がボーカルを務める「一番星哲也withトワイライトクルー」を結成するが、一度きりのツアーで終了。以降はツアーサポート、スタジオレコーディングなどの活動のほか、音楽プロデューサー、イベント司会、婚礼司会、リングアナ、役者などで活動。
2003年7月、建築ロックバンド「大里ヨシユキと安全+第一」結成。
2006年1月、堀江貴文をボーカルとするユニット「ソテーガイ」の作詞・作曲及び音楽プロデュースを担当するものの、本人逮捕によりデビューすることなくお蔵入りとなった

。
2007年頃から株式会社OSLにて社歌・イメージソング制作事業プロデューサーとしての活動も始める。
2009年11月21日、e-SUM RECORDS（ユニバーサルミュージック傘下）より、「一番星哲也と風呂上がりボーイズ」として「温泉ピンポン」で配信デビュー。
2010年7月7日、オリジナル2ndミニアルバム『グリーン☆ジャイアント』発売。収録曲の『ちいさな命』は、児童虐待をテーマにしたメッセージソングで、「子ども虐待防止 オレンジリボン運動」に応援メッセージを出す。11月5日、総勢35組52名のお笑いタレントによるチャリティソング『いのちを笑わそう』に、シグナルズとしてコーラス参加。
2013年3月、嵯峨野変態トリオ「ようこちゃんズ（一番星哲也、上田格、吉川武文）」活動開始。
2015年2月、「大里ヨシユキと安全╋第一」がバンド名を「大里ヨシユキ and 提灯☆行列」と改名し再スタート。　
2018年3月、ライブ中に脳出血で倒れ、以降面立ったライブ活動は休止していたが、2023年頃より活動を再開している。

## ディスコグラフィ

### 一番星哲也
1. 幻の迷曲集（1998年5月、非売品）
2. 空に星がある限り（2003年5月3日、オフィス酔唄）
3. 京都酔唄　其ノ二（2009年5月30日、オフィス酔唄、オムニバス参加）
4. グリーン☆ジャイアント（2010年7月27日、オフィス酔唄）

### 一番星哲也と風呂上がりボーイズ
1. 温泉ピンポン（2009年11月21日、e-SUM RECORDS、配信のみ）

## 主なレギュラー出演

### ラジオ
- 快感! NOISE FACTORY（1993年4月-1994年9月、KBS京都ラジオ）
- P-POPSTATION（1995年4月-1996年3月、FM愛知）
- MBSヤングタウン月曜日（1996年4月-1997年3月、MBSラジオ）
- 斬! 居酒屋・清次（2007年1月-2008年3月、KBS京都ラジオ）
- YUME.COM（2008年4月-2010年9月、α-Station）

### テレビ
- 気ままにBand Be 2（1993年6月-1995年3月、KBS京都テレビ）
- テレビのツボ（1994年1月-3月、毎日放送）

### その他
- CM 「ジェムケリー」（1995年）
- 舞台 「ONLY WISH」（2003年）